# Motorsport i Europa
Europa är den kontinent på jorden med störst allmänt intresse för motorsport sett till hela kontinenten. Formel 1 har sitt ursprung där, liksom Grand Prix för motorcyklar, speedway och sportvagnsracing i form av till exempel Le Mans 24-timmars.

## Kända utövare

### Formel 1/Grand Prix
- Michele Alboreto
- Jean Alesi
- Fernando Alonso
- René Arnoux
- Alberto Ascari
- Antonio Ascari
- Gerhard Berger
- Tony Brooks
- Rudolf Caracciola
- François Cevert
- Jim Clark
- David Coulthard
- Giuseppe Farina
- Giancarlo Fisichella
- Jules Goux
- William Grover-Williams
- Heinz-Harald Frentzen
- Lewis Hamilton
- Mike Hawthorn
- Johnny Herbert
- Hans Herrmann
- Damon Hill
- Graham Hill
- James Hunt
- Mika Häkkinen
- Jacky Ickx
- Robert Kubica
- Christian Lautenschlager
- Jacques Laffite
- Niki Lauda
- Nigel Mansell
- Stirling Moss
- Luigi Musso
- Riccardo Patrese
- Alain Prost
- Tazio Nuvolari
- Ronnie Peterson
- Didier Pironi
- Clay Regazzoni
- Jochen Rindt
- Keke Rosberg
- Bernd Rosemeyer
- Kimi Räikkönen
- Michael Schumacher
- Ralf Schumacher
- Richard Seaman
- Jackie Stewart
- John Surtees
- Piero Taruffi
- Wolfgang von Trips
- Achille Varzi
- John Watson
- Jean-Pierre Wimille

### Champ Car/IndyCar/Indianapolis 500
- Mark Blundell
- Sébastien Bourdais
- Kenny Bräck
- Jim Clark
- Ralph DePalma
- Teo Fabi
- Dario Franchitti
- Graham Hill
- Jules Goux
- Nigel Mansell
- Dario Resta
- Max Papis
- Oriol Servià
- René Thomas
- Dan Wheldon
- Justin Wilson
- Alex Zanardi

### Standardvagnar
- Frank Biela
- John Cleland
- Mattias Ekström
- Fabrizio Giovanardi
- Tim Harvey
- Rob Huff
- Nicola Larini
- Klaus Ludwig
- Alain Menu
- Yvan Muller
- Dirk Müller
- Jörg Müller
- Gary Paffett
- Win Percy
- Jason Plato
- Andy Priaulx
- Roberto Ravaglia
- Rickard Rydell
- Timo Scheider
- Bernd Schneider
- Gabriele Tarquini
- James Thompson
- Joachim Winkelhock

### Sportvagnar
- Derek Bell
- Frank Biela
- Olivier Beretta
- Rinaldo Capello
- Olivier Gendebien
- Jacky Ickx
- Tom Kristensen
- Klaus Ludwig
- Jochen Mass
- Jan Magnussen
- Allan McNish
- Tazio Nuvolari
- Henri Pescarolo
- Emanuele Pirro
- Marco Werner
- Alexander Wurz

### Roadracing
- Giacomo Agostini
- Kent Andersson
- Pier Paolo Bianchi
- Max Biaggi
- Luca Cadalora
- Loris Capirossi
- Àlex Crivillé
- Geoff Duke
- Carl Fogarty
- Sete Gibernau
- Leslie Graham
- Fausto Gresini
- Mike Hailwood
- Bill Ivy
- Libero Liberati
- Jorge Lorenzo
- Marco Lucchinelli
- Anton Mang
- Umberto Masetti
- Marco Melandri
- Ángel Nieto
- Dani Pedrosa
- Phil Read
- Valentino Rossi
- Jarno Saarinen
- John Surtees
- Barry Sheene
- Luigi Taveri
- James Toseland
- Carlo Ubbiali
- Franco Uncini

### Rally
- Markku Alén
- Ove Andersson
- Didier Auriol
- Miki Biasion
- Stig Blomqvist
- Richard Burns
- Erik Carlsson
- François Delecour
- Marcus Grönholm
- Mikko Hirvonen
- Juha Kankkunen
- Jari-Matti Latvala
- Sébastien Loeb
- Colin McRae
- Michèle Mouton
- Sandro Munari
- Timo Mäkinen
- Tommi Mäkinen
- Markko Märtin
- Sébastien Ogier
- Gilles Panizzi
- Walter Röhrl
- Carlos Sainz
- Timo Salonen
- Petter Solberg
- Dani Sordo
- Henri Toivonen
- Ari Vatanen
- Björn Waldegård

## Länder
- Albanien
- Andorra
- Azerbajdzjan
- Belgien
- Bosnien och Hercegovina
- Bulgarien
- Cypern
- Danmark
- Estland
- Finland
- Frankrike
- Georgien
- Grekland
- Irland
- Island
- Italien
- Kosovo
- Kroatien
- Lettland
- Liechtenstein
- Litauen
- Luxemburg
- Makedonien
- Malta
- Moldavien
- Monaco
- Montenegro
- Nederländerna
- Norge
- Polen
- Portugal
- Rumänien
- Ryssland
- San Marino
- Schweiz
- Serbien
- Slovakien
- Slovenien
- Spanien
- Storbritannien
- Sverige
- Tjeckien
- Turkiet
- Tyskland
- Ukraina
- Ungern
- Vatikanstaten
- Vitryssland
- Österrike